# Oxychloe
Oxychloë Phil. é um género botânico pertencente à família Juncaceae.

## Sinônimos
- Andesia Hauman
- Patosia Buchenau

## Espécies
- Oxychloe andina
- Oxychloe bisexualis
- Oxychloe castellanosii
- Oxychloe clandestina
- Oxychloe haumaniana
- Oxychloe mendocina
- Oxychloe simulans